# Dune: Spice Wars
Dune: Spice Wars — глобальна стратегія в реальному часі, розроблена Shiro Games і видана Funcom 14 вересня 2023 року для Windows і Xbox Series X/S. Дія гри відбувається у всесвіті «Дюни», де декілька фракцій борються за панування над планетою Арракіс. Dune: Spice Wars більшою мірою заснована на книгах серії «Дюна», ніж на попередніх відеоіграх і фільмах.

## Ігровий процес

### Основи
Дія відбувається на пустельній планеті Арракіс, на її північній півкулі. Залежно від обраного режиму, пропонується змагатися з комп'ютером або іншими гравцями за володіння однією чи декількома територіями. На початку потрібно обрати фракцію: один з чотирьох шляхетних Домів, контрабандистів або фрименів. Кожна фракція представлена окремим лідером і має різні бонуси. Гравець може вибрати радників на початку гри, щоб отримати додаткові бонуси.
Дія кожної партії відбувається на території Арракіса, поділеній на регіони з різноманітним ландшафтом і бонусами. Для досягнення перемоги потрібно захоплювати регіони з ресурсами, наймати війська, розвивати технології та воювати з суперниками, або вести проти них приховані операції та налаштовувати співпрацю. Умовами перемоги є накопичити найбільше гегемонії (очок, які виражають загальні успіхи), отримати лідерство в уряді Ландсрааді або фізично знищити всіх суперників.
Спочатку всі учасники володіють кожен своїм стартовим регіоном з базою, загонами солдатів, орнітоптером і невеликим запасом ресурсів. Щоб захопити інші регіони, потрібно розвідати їх і заволодіти поселеннями в них. Як правило, поселення вороже налаштовані і спершу потрібно перемогти їхніх ополченців, а потім приєднати поселення, витративши вплив. Навколо поселення можна будувати споруди, що дають ресурси та нові можливості. Деякі території містять рідкісні ресурси. Наприклад, в поселенні на території, де є геотермальні джерела, можна збудувати завод для виробництва паливних елементів, які необхідні для виробництва техніки. Додатково, війська лікуються біля поселень і поповнюють провіант (так само, як і біля бази). Якщо провіант вичерпується, війська автоматично повертаються до найближчого поселення чи бази. В разі нестачі провіанту, вони втрачатимуть здоров'я та можуть загинути.
У більшості сценаріїв для перемоги потрібно збирати прянощі та регулярно віддавати їх частину Космічній гільдії; надлишки конвертуються в валюту, соларії. Для цього потрібно в місцевості, де є родовища прянощів, збудувати переробний завод, який автоматично укомплектовується збірником. Ефективність збірника можна збільшити, витративши особовий склад. Якщо замовлення на видобуток прянощів не виконано, гравець втрачає політичний вплив у Ландсрааді, де приймаються рішення, що впливають на всіх учасників гри. На кожне голосування виділяється 100 голосів. Більше можна отримати, витративши очки впливу.
Періодично на місцевості з'являються об'єкти інтересу, такі, як дари чи уламки техніки. Дослідивши їх, гравець отримує додаткові ресурси. Іноді стаються пилові бурі та появи піщаного черва. Збірник прянощів автоматично евакуюється при наближенні черва, якщо супроводжується орнітоптером і не ввімкнено «жадібний» режим. В останньому випадку збірник працюватиме до останньої миті, ризикуючи загинути. Черв здатен раптово проковтнути війська, що проходять по піску.
Коли гравець набирає агентів, він може призначити їх у різні фракції як шпигунів та місцевих посадовців. Шпигуни здатні виконувати диверсії та перешкоджати ворожим шпигунам.

### Ресурси
Існує низка ресурсів. Прянощі потрібні для сплати щомісячного податку та торгівлі. Соларії — це універсальна валюта, необхідна для найму, будівництва та утримання військ і споруд. Пласкрит витрачається на будівництво. Особовий склад витрачається на створення військових загонів і робітників. Паливні елементи потрібні для створення та утримання техніки. Вода підтримує роботу споруд і споживається військами при їх тренуванні.
Вплив, на відміну від інших ресурсів, надходить не від підконтрольних територій, а від агентів, призначених на Арракісі. Гегемонія виражає загальні успіхи та відкриває нові можливості й споруди. Знання визначає як швидко вивчаються вдосконалення. Вплив витрачається на просування своїх рішень у політиці. Розвіддані підтримують спеціальні операції. Командні очки визначають як багато гравець може мати військ.

### Фракції
- Дім Корріно — правлячий Дім, до якого належить сам імператор. Дім Корріно потребує більше за інші фракції ресурсів для приєднання територій, але має бонуси до розвитку вже приєднаних. Зокрема, в усіх поселеннях отримує додаткове місце для будівництва. Може змінювати винесені рішення Ландсрааду. Володіє найпотужнішими піхотинцями, сардаукарами[4].
- Дім Атрідів — зосереджений на дипломатії, має ефективних радників і потужні війська. Однією з головних сильних сторін цієї фракції є її домінування в Ландсрааді, яке можна використовувати для голосування за певні реформи для надання додаткових бонусів усім фракціям. Фракції, що порушують угоду з Атрідами, втрачають голоси в Ландсрааді. Досягаючи 5, 10 і 15 тис. очок гегемонії, цей Дім отримує дедалі більші бонуси. Атріди здатні приєднувати поселення мирним шляхом, хоча це триває довше. Вони не можуть грабувати нейтральні поселення[4].
- Дім Харконненів — зосереджений на експансії та експлуатації. Отримує додаткові ресурси з поселень, де є ополчення[4]. Витративши особовий склад, здійснює «утиски», що тимчасово збільшують виробництво ресурсів у поселеннях[5]. На додаток до своїх потужних бойових одиниць, має низку додаткових будівель для обслуговування та виробництва ресурсів на своїх територіях. Харконнени мають менший авторитет у раді Ландсрааді, ніж деякі інші фракції[4]. Натомість можуть пожертвувати життям агента, щоб пришвидшити виконання спеціальної операції. З певним шансом Харконнени здатні отримати агента переможеної фракції[6].
- Дім Еказ — спеціалізується на тераформуванні, тому може перетворювати поселення на заповідники. Самі по собі заповідники не дають ресурсів, але збільшують вплив Дому та поширюють властиві їм бонуси на сусідні території. Заповідники не можуть бути атаковані суперниками. В поселеннях Дім Еказ здатен будувати «шедеври», будівлі, що займають подвійне місце й не дають ресурсів, але за певну кількість «шедеврів» даються потужні бонуси. Суперник, який зруйнує «шедевр», втрачає вплив у Ландсрааді. При 5 тис. гегемонії Дім призначає одну зі своїх бойових одиниць чемпіоном, і вона отримує посилення та збільшує гегемонію, коли вбиває ворога. При 10 тис. гегемонії отримує додаткові голоси в Ландсрааді[5].
- Дім Верніус — доданий у доповненні House Vernius of Ix, покладається на використання машин. Менше за інші фракції залежить від води та володіє дронами в складі армії. Для користування цими перевагами мусить поширювати на підконтрольних територіях «вузлову мережу». При укладенні альянсу з Домом Верніус, обидві сторони отримують бонуси. В міру збільшення гегемонії, може запатентувати певну технологію, роблячи її придбання суперниками важчим. На відміну від інших фракцій, райони на базі пропонують бонуси залежно від типів будівель, які вони містять, підвищуючи стратегічну гнучкість. Дім Верніус вміє телепортувати війська та має замаскований космічний корабель[7].
- Контрабандисти — організоване злочинне угруповання на Арракісі, зосереджене на торгівлі та дипломатії. Контрабандисти мають ефективних радників і шпигунів. Вони приєднують поселення незалежно від того, як далеко вони від бази, тому можуть легко захопити найвигідніші позиції. Здатні облаштовувати в поселеннях суперників підпілля, щоб відбирати їхні ресурси[4]. Спершу контрабандисти не мають голосу в Ландсрааді, але отримують його, здобуваючи гегемонію, а ще можуть підкупляти інші фракції, щоб просувати в Ландсрааді вигідні рішення[8].
- Фримени — корінні жителі Арракіса, яким легше взаємодіяти з ворожим довкіллям, ніж іншим фракціям. При досягненні 5 тис. очок гегемонії отримують змогу контролювати зони «глибокої пустелі», недоступні решті. З можливістю їздити на піщаних червах і збирати прянощі за допомогою мобільних команд, фримени менш вразливі. Вони володіють потужними воїнами ближнього бою. В той же час у їхніх поселеннях на одне місце для будівництва менше[4].

## Розробка
Провідний художник Джеремі Вітрі пояснював, що Dune: Spice Wars триматиметься осторонь від попередніх адаптацій «Дюни». В грі використовується тема ар-деко з елементами пропагандистських плакаті часів «холодної війни» в деяких ілюстраціях.
Dune: Spice Wars вийшла 26 квітня 2022 року в ранньому доступі. У червні 2022 року було випущено патч з новими можливостями для фракцій та додатковими спеціальними регіонами, і детальну інформацію про майбутні фракції та розширення ігрового процесу, які з'являться найближчим часом. Гра спочатку була випущена з однокористувацьким режимом, а пізніше була додана багатокористувацька гра з кількома власними режимами. Версія гри 1.0 була випущена 14 вересня 2023 року. В ній було додано дім Еказ, відсутній у ранньому доступі. Планів щодо DLC або підтримки модифікацій оголошено не було.
В оновленні 7 березня 2024 року були запроваджені герої, що наймаються при досягненні 10 тис. очок гегемонії. Герої діють як потужні бойові одиниці, а після загибелі їх можна оживити як гхол (клонів). Кожна фракція отримала двох радників. Було урізноманітнено характеристики бойових одиниць. Дім Верніус з'явився як один з можливих суперників, керованих ШІ, а грати за нього змогли гравці, що придбали DLC House Vernius of Ix.

## Сприйняття
Повна версія Dune: Spice Wars отримала «змішані або посередні відгуки» згідно з агрегатором оглядів Metacritic. Середня оцінка склала 73 зі 100.
Леана Гафер з IGN винесла вердикт: «Dune: Spice Wars — це розумна, багаторівнева, складна RTS, яка вміло втілює так багато цікавого у всесвіті Френка Герберта у своїй цікавій механіці». Вона похвалила наявність різних режимів і можливості для різних стилів грання. Політична система доволі глибока та добре інтегрована до RTS. Гру урізноманітнює те, що в ній є місцевості без прянощів і піщаних червів, але саме ці елементи роблять «Дюну» «Дюною».
На думку Андрія Печаліна з Eurogamer, нова «Дюна» нагадує Dune 2000 і Emperor: Battle for Dune. Всі фракції канонічні, проте, це мало відображено в ігровому процесі. Наприклад, в Ландсрааді вони голосують за очевидно шкідливі їм рішення. Грі бракує поєднання глобальної стратегії з сюжетами за кожну фракцію, як у Endless Legend. Отже, Spice Wars «не передає довголіття чи унікальної привабливості свого вихідного матеріалу»
Александр Хаціоанну в PC Gamer писав, що Dune: Spice Wars — це добротна глобальна стратегія, якій не вистачає цілісної оповіді. Особливості кожної фракції відображені в її можливостях і схильностях як передумови гри, але не як визначальні риси її перебігу. Це призводить до деяких абсурдних ситуацій, коли, наприклад, пласкрит купується за соларії у пропорції 1:1. Розробникам не вдалося показати похмурість всесвіту «Дюни», бо гра не пропонує яких-небудь суттєвих нововведень до жанру. «Візантійські змови та шекспірівські зіткнення між сімейною відданістю та особистим поривом — що не дивно — відсутні в такому консервативному підході до жанру».